# Rafael Arriola Molina
Rafael Arriola Molina (Veracruz, Veracruz, 26 de abril de 1913-Xalapa-Enríquez, Veracruz, 1996) fue un político mexicano, miembro del Partido Revolucionario Institucional (PRI). Fue presidente municipal de Cosamaloapan, diputado federal y aunque fue elegido Senador en 1970, nunca llegó a ejercer el cargo.

## Biografía
Fue profesor egresado de la Escuela Normal Veracruzana en 1933. Ejerció como profesor en las escuelas secundarias  4 y 7 de la Ciudad de México. Inició su actividad política como orador en la campaña presidencial de Lázaro Cárdenas del Río en las elecciones de 1934; destacó siempre por su talento oratorio. Fue fundador y profesor de la Escuela Preparatoria «Luis A. Beauregard» en Cosamaloapan.
En 1940 fue elegido diputado federal suplente por el Distrito 12 de Veracruz a la XXXVIII Legislatura que tuvo su vigencia de dicho año al de 1943, siendo propietario Eduardo Hernández Cházaro. En 1944 asumió como presidente municipal de Cosamaloapan de Carpio y como tal le correspondió enfrentar una desastrosa inundación causada por el desbordamiento del río Papaloapan en septiembre del mismo año, cuyo manejo eficiente le valió reconocimiento y el impulso de su carrera política. Consecuencia de este hecho fue la creación en 1951 de la Comisión del Papaloapan. Por ello, en 1946 fue postulado candidato del PRI a diputado federal por el Distrito 10 de Veracruz. Resultó elegido al cargo, y representó al distrito en la XL Legislatura de dicho año al de 1949; y donde fue integrante de la comisión de Presupuesto y Cuenta Pública.
De 1949 a 1951 fue secretario de Acción Política del comité nacional del PRI, cuando era presidido por Rodolfo Sánchez Taboada; durante este mismo periodo era oficial mayor del PRI Luis Echeverría Álvarez, con quien no habría tenido una buena relación y en el futuro, supondría problemas en su carrera política. Posteriormente se dedicó tanto a la docencia como a ser empresario agrícola dedicado al cultivo de la caña de azúcar.
En 1966 sufrió una embolia cerebral de la que pudo recuperarse, pero que pareció concluir su carrera política. Sin embargo, en 1968 el PRI postuló como su candidato a la gubernatura de Veracruz a Rafael Murillo Vidal, con quien tenía una cercana amistad y se unió a su campaña y al asumir la gubernatura, lo nombró presidente estatal del PRI. Arriola aspiraba entonces a ser el sucesor de Murillo Vidal en 1974 y para ello, con el apoyo de él, fue postulado en 1970 candidato a Senador por Veracruz, con el líder petrolero Samuel Terrazas Zozaya como el otro candidato. Resultaron elegidos para el periodo que debería de corresponder a las Legislaturas XLVIII y XLIX y que concluiría en 1976.
Pero durante una gira política en agradecimiento por su elección, Arriola hizo unas declaraciones públicas en las que señalaba que el estado de Veracruz no recibía una proporción justa de ingresos que le debería de corresponder por la explotación petrolera y que la federación acaparaba. Según versiones, estas declaraciones causaron profunda molestia en los entonces presidentes constitucional y electo, Gustavo Díaz Ordaz y Luis Echeverría —con quien además había tenido enfrentamientos siendo ambos funcionarios del CEN del PRI— y en consecuencia la aprobación del dictamen de su elección por el Colegio Electoral del Senado se fue posponiendo hasta que en su última sesión fue impugnado por su competidor del Partido Popular Socialista (PPS) Indalecio Sáyago Herrera, quien denunció las declaraciones de Arriola como antipatrióticas y proclives a la derecha; aceptando la denuncia de Sáyago, el Colegio Electoral resolvió regresar su nombramiento a revisión y dejó en suspenso su nombramiento, por lo que no pudo asumir la senaduría.
Los siguientes seis años su nombramiento nunca fue dictaminado y en consecuencia durante las dos legislaturas Veracruz no tuvo más que un senador y el Senado quedó conformado por solo 59, de 60 senadores que lo deberían de conformar. Arriola entonces se retiró definitivamente de su carrera política, dedicándose a sus actividades particulares y a escribir libros y en la prensa del estado, hasta su fallecimiento en 1996.